# FK Mariupol
FK Mariupol (în ucraineană Футбо́льний клуб «Маріу́поль») este o echipă de fotbal din Mariupol, Ucraina, lângă Marea Azov.

## Jucători Faimoși
- Oleksandr Rykun
- Ihor Belanov
- Serhiy Shyschenko
- Hennady Zubov
- Ara Hakobyan

## Antrenori
- Yuriy Pohrebnyak (?-1997)
- Mykola Pavlov (1997-2005)
- Ivan Balan (2005-2007)
- Semen Altman (2007)
- Ivan Balan (December 2007)
- Oleksandr Ischenko (2008)
- Ilya Bliznyuk (September 2008- )